# إغناثيو بوسادا
إغناثيو بوسادا (بالإسبانية: Ignacio Posada)‏ هو مبارز بالسيف كولومبي، ولد في 3 مارس 1935، وتوفي في 15 يناير 2015.

## وصلات خارجية
- إغناثيو بوسادا على موقع أوليمبيديا (الإنجليزية)